# Мятеж «танкетасо»
Мятеж «танкетасо» (исп. El Tanquetazo), иногда El Tancazo — вооружённое выступление 2-го танкового полка чилийской армии против правительства Сальвадора Альенде 29 июня 1973 года в Сантьяго. Отразил жёсткую враждебность правой оппозиции, в том числе военной, к правящему Народному единству. Подавлен лояльными армейскими частями, но явился «генеральной репетицией» военного переворота 11 сентября 1973 года.

## Назревание
К лету 1973 года ситуация в Чили предельно обострилась. Социалистическая политика правящего блока Народное единство во главе с президентом Сальвадором Альенде встречала жёсткое сопротивление правых сил. Происходили многочисленные акции протеста, массовый масштаб приняло антиправительственное забастовочное движение, ультраправая террористическая организация Родина и свобода (PyL) фактически перешла к городской партизанской войне. Однако правительство опиралось на достаточно серьёзную поддержку левых партий, малоимущих слоёв населения и государственного аппарата.
Командование вооружённых сил Чили по традиции воздерживалось от прямого вмешательства в политику. Однако большая часть генералитета и офицерства утратила доверие к властям. Антиправительственные настроения распространились также в рядовом и сержантском составе. Среди оплотов военной оппозиции был 2-й танковый полк, дислоцированный в Сантьяго. Командир полка подполковник Роберто Супер, капитан Серхио Рока, лейтенанты Эдвин Димтер Бьянки, Гильермо Гассет, Марио Гарай примыкали к военному заговору против Альенде. Все они были тесно связаны с ультраправыми. Отец и братья Супера состояли в PyL. Рока, считавшийся главным стратегом и организатором, отличался жёсткой решительностью и германофилией. Димтер (в скором будущем — один из распорядителей концлагеря на Стадионе Чили, убийца Виктора Хары) был известен пронацистскими взглядами.
21 июня 1973 власти объявили о раскрытии заговора. Был арестован капитан Рока. Главнокомандующий чилийской армией генерал Карлос Пратс приказал отстранить подполковника Супера от командования 2-м танковым полком. Над Супером нависла угроза ареста.

## Путч
Рано утром 29 июня 1973 года Роберто Супер узнал о своём отстранении от командования и назначении лояльного правительству подполковника Домича. Младшие офицеры убедили его сопротивляться. Полную поддержку мятежу активно выразила «Родина и свобода» во главе с Пабло Родригесом. Подполковник решился поднять военный мятеж и свергнуть правительство Альенде.
Колонна бронетехники — 6 лёгких танков M41 Уокер Бульдог, 10 бронемашин, около 80 солдат и офицеров — двинулась к центру Сантьяго (при этом один из танков даже заправился на гражданской АЗС). Танки Супера окружили президентский дворец Ла-Монеда. Было также взято на прицел здание министерства обороны. Супер планировал захватить резиденцию главы государства и военное ведомство, после чего объявить о принудительной отставке президента Сальвадора Альенде и министра обороны Хосе Тоа, особенно ненавистного правым военным за вооружение гражданских сторонников Народного единства. Далее он рассчитывал, что власть примут генералы и политики правой оппозиции. По ряду признаков, особым доверием мятежников пользовался начальник генерального штаба армии генерал Аугусто Пиночет.
Президент во дворце отсутствовал, и мятежники надеялись, что Альенде в его доме арестуют другие части. Первой тактической задачей было поставлено освобождение Серхио Роки, находившегося под стражей в здании Минобороны.
В 8:58 по местному времени мятежники открыли огонь из ручного оружия и пулемётов. Карабинеры из дворцовой стражи и министерские охранники интенсивно отстреливались. Димтер с танковым экипажем протаранил министерские ворота, прорвался в здание и освободил Року. Удалось проникнуть и в некоторые помещения Ла-Монеды. Командующий гарнизоном Сантьяго генерал Марио Сепульведа и командующий военными училищами генерал Гильермо Пикеринг передали Карлосу Пратсу запрос о войсковой помощи.

## Подавление
Генерал Пратс немедленно начал собирать войска на подавление мятежа. При этом не во всех частях его приказы встречались с энтузиазмом. Генерал вынужден был агитировать, делая упор на обязанности военнослужащих подавлять попытки свержения конституционного правительства. С радиообращением выступил президент Альенде. Он, в частности, призвал рабочих занимать заводы и готовиться к уличным столкновениям, при этом выразив доверие верным присяге вооружённым силам и лично генералу Пратсу. Соответствующий приказ поступил и в корпус карабинеров, в штабе которых обосновался спешно вернувшийся в столицу президент.
К Ла-Монеде двинулся артиллерийский полк Tacna под командованием полковника Хоакина Рамиреса. Во главе выехал генерал Пратс. Главнокомандующий считал нужным как можно скорее пресечь мятеж, пока к 2-му танковому полку не начали примыкать другие подразделения (впоследствии стало известно, что в этом направлении ориентировал военных курсантов лейтенант Мигель Краснов). Была поставлена задача подавить мятеж до полудня.
Информация о событиях распространилась по Сантьяго. У Ла-Монеды стали собираться горожане, с опаской наблюдавшие за происходящим. Пратс приказал развернуть тяжёлую артиллерию. Директор унтер-офицерского училища Хулио Канесса вступил в переговоры, убеждая сложить оружие. Однако он явно симпатизировал мятежникам, это ощущалось и скорее укрепляло их в решительности.
Гораздо решительнее вёл переговоры сам генерал Пратс. Он пошёл на рассчитанный риск, решив напрямую говорить с мятежными солдатами. Действуя таким образом, он попытался предотвратить дальнейшее кровопролитие. Пратс назвал жёсткий короткий срок сдачи. Подполковник Супер заколебался, но командование мятежом фактически перехватил капитан Рока, готовый сопротивляться. Мятежники отступили в укреплённые помещения близлежащего офицерского клуба, Рока повёл переговоры с Рамиресом, но они не дали результата. По приказу Рамиреса был открыт массированный огонь.
К правительственным войскам прибыло подкрепление в виде пехотного полка Buin под командованием полковника Фелипе Хейхера Стара (в рядах Buin был второй капрал Карлос Карраско, в скором будущем охранник ДИНА, убитый за связи с подпольем и гуманное отношение к заключённым). С пехотинцами находился генерал Аугусто Пиночет. Организатор свержения Альенде 11 сентября являлся одним из его защитников 29 июня. Позиция Пиночета впоследствии расценивалась как двусмысленная, но так или иначе превосходство правительственных сил стало подавляющим. Супер, Димтер, многие другие мятежники начали отступать.
Рока и его сподвижники-путчисты отказывались сдаваться, однако не решились открыть огонь. В 11:10 Пратс лично направился к ближайшему танку, приказал командиру вылезти из танка, представиться и распорядился арестовать мятежника. Это действие последовательно повторялось с другими танками и бронемашинами. Лишь один танкист — лейтенант Гарай — отказался подчиниться и был обезоружен силой. К 11:30 подавление «танкетасо» стало фактом.
Известны имена пятерых погибших — сержанта правительственных войск Рафаэля Вельены, журналистки Виктории Санчес, банковского служащего Хорхе Фьерро, фотографа Висенте Вергары, аргентинского кинооператора Леонардо Хенриксена, успевшего заснять застрелившего его военного (последующее расследование возложило вину за гибель Хенриксена на офицера 2-го полка Эктора Бустаманте Гомеса, который, однако, не был осуждён). По другим данным, погибли в общей сложности 22 человека — из них трое мятежников, остальные — солдаты правительственных войск и случайные прохожие.

## Последствия
Подполковник Супер попытался скрыться в казармах у единомышленников, но был арестован уже во второй половине дня 27 июня. Вместе с ним оказались под арестом Димтер, Рока, Гарай, Гассет и другие зачинщики мятежа. Военная прокуратура завела уголовное дело о вооружённом мятеже. Все они были освобождены без последствий 11 сентября. Уголовное дело закрыто 20 сентября, решение оформил генерал Эрман Бради в качестве военного судьи.
Лидеры «Родины и свободы» перешли на нелегальное положение. Пабло Родригес укрылся в посольстве Эквадора, после чего перебрался в Кито, откуда возвратился в сентябре, после переворота.
Во второй половине дня 29-го июня президент Сальвадор Альенде созвал стотысячный митинг перед дворцом Ла Монеда. Он вышел на балкон в сопровождении трёх главнокомандующих родами вооруженных сил.

Я отдаю должное лояльности чилийской армии, военно-морского флота и военно-воздушных сил. Я воздаю должное пяти мирным жителям, которые погибли в результате коварного и непатриотического поведения группы мятежников, противоречащего доктрине вооруженных сил.

Сальвадор Альенде

В тот же день он внёс в Конгресс законопроект, разрешающий президенту объявить на всей или части национальной территории осадное положение на срок до шести месяцев. При этом Альенде отклонил предложение лидера Христианско-демократической партии Патрисио Эйлвина (в начале 1990-х — первый «послепиночетовский» президент Чили) сформировать коалиционное правительство с участием вооружённых сил. Президент сделал ставку на силовое противостояние с оппозицией, причём особую роль он отводил генералу Пиночету, которого 23 августа 1973 года назначил главнокомандующим армией вместо генерала Пратса. Объединенный центр профсоюзов Чили (CUT) призвал рабочих продолжить оккупацию занятых во время «танкетасо» 350 предприятий.
Среди мер безопасности, принятых постфактум, было предложено снабдить охрану Ла-Монеды противотанковым оружием.
Июньский мятеж явился своеобразной «увертюрой» к сентябрьскому военному перевороту. Стало очевидным, что правительство Альенде удерживается прежде всего за счёт армейской дисциплины и лояльности. Военные спецслужбы зафиксировали, что призыв Альенде к рабочим не вызвал активного отклика, правительство не получило поддержки вооружённых добровольцев.
Переворот во главе с Аугусто Пиночетом произошёл менее чем через три месяца — 11 сентября 1973. В отличие от «танкетасо», сентябрьский переворот был скоординирован между тремя видами вооруженных сил и корпусом карабинеров. По словам генерала Пиночета, «танкетасо» помог военным спецслужбам оценить потенциал проправительственных военизированных формирований и проверить личную реакцию президента Альенде.